# クアシ・エブエ
ジュレス・シュリスト・エブエ・クアシ（フランス語: Jules Christ Kouassi Eboue、1997年12月13日 - ）は、コートジボワールのサッカー選手。ポジションはMF。
名姓順でエブエ・クアシとも記される。

## クラブ歴
アカデミー・シンビオーズ・フット・ダボボからアルメニアのFCシラクに2014年頭に移籍。同年夏にロシアのFCクラスノダールの下部組織に移籍。2015年12月に契約を更新。2016年5月21日にロシア・プレミアリーグで初出場。翌シーズンにはレギュラーとしてリーグ5位に貢献。また、UEFAヨーロッパリーグ 2016-17でプロ初得点を記録した。
2017年1月3日にセルティックFCに約300万ポンドで移籍。無事に英国の労働許可が下りたため4年契約で加入した。
2020年1月23日、KRCヘンクに買取オプション付きのシーズン終了までのレンタル移籍で加入した。
2020年5月25日、KRCヘンクは買取オプションを行使し、クアシと2024年までの契約を結んだ。
2021年8月31日、FCアロウカにレンタル移籍。2023年7月7日に完全移籍となり、2年契約を結んだ。

## 代表歴
2016年11月にA代表に招集されたが、両試合での出場は無かった。その後、2020年東京オリンピックの際に代表に選出された。